# Parapotamonoides endymion
Parapotamonoides endymion is een krabbensoort uit de familie van de Potamidae. De wetenschappelijke naam van de soort is voor het eerst geldig gepubliceerd in 1906 door De Man.